# Aurlands kommun
Aurlands kommun (norska: Aurland kommune) är en kommun i Vestland fylke i västra Norge. Tätorten Aurlandsvangen utgör kommunens centralort.

## Administrativ historik
Aurlands kommun upprättades den 1 januari 1838 (som Urland formannskapsdistrikt) när Formannskapslovene från 1837 trädde i kraft. Kommunens gränser har förblivit oförändrade sedan dess.

## Tätorter
I Aurlands kommun finns två tätorter:
- Aurlandsvangen (centralort)
- Flåm

## Socknar
Inom Norska kyrkan är Aurlands kommun indelad i fyra socknar:
- Flåms socken
- Nærøy socken
- Undredals socken
- Vangens socken

Socknarna ingår i Sogns prosteri i Bjørgvins stift.

## Bilder

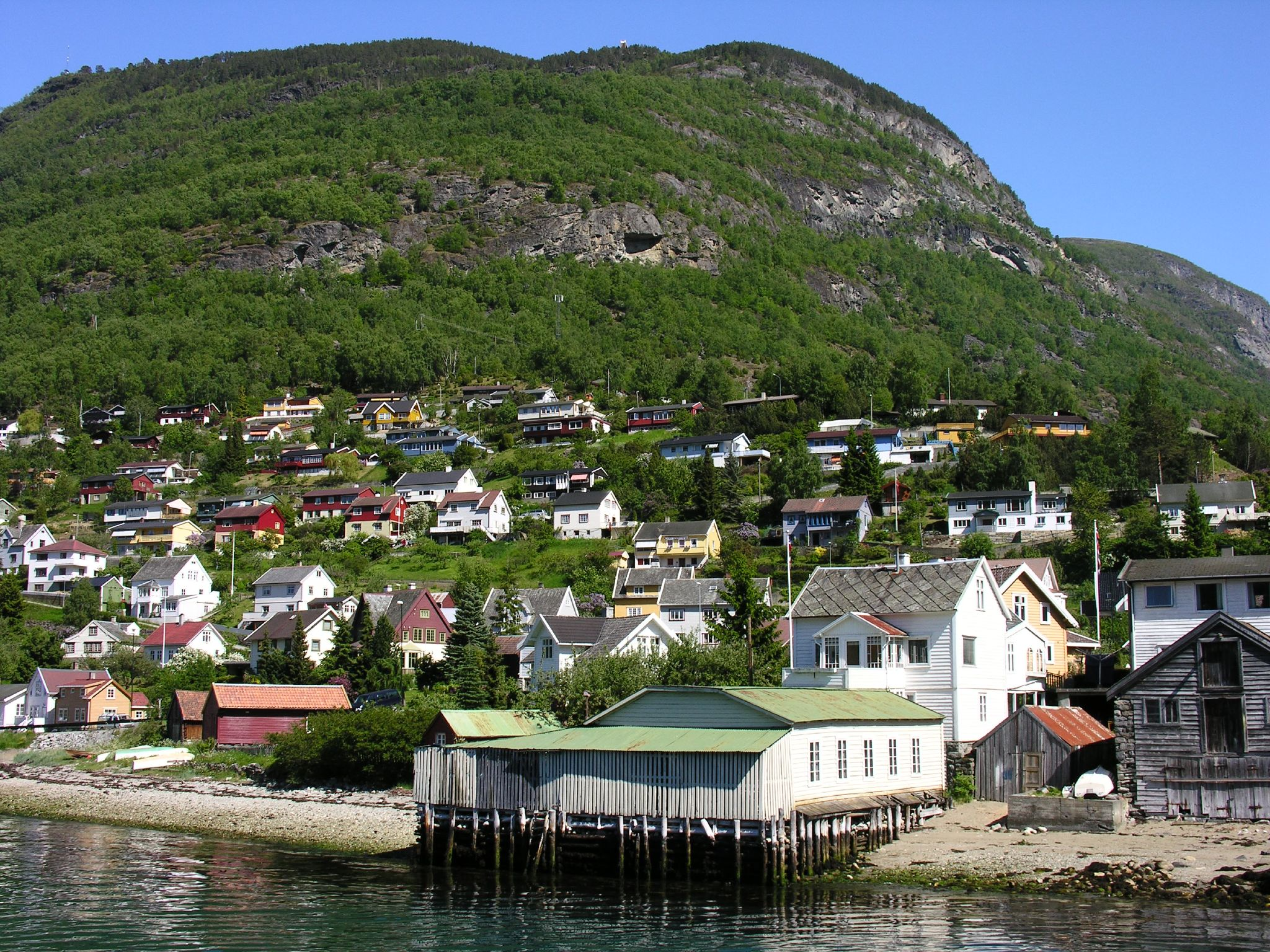
Aurlandsvangen.
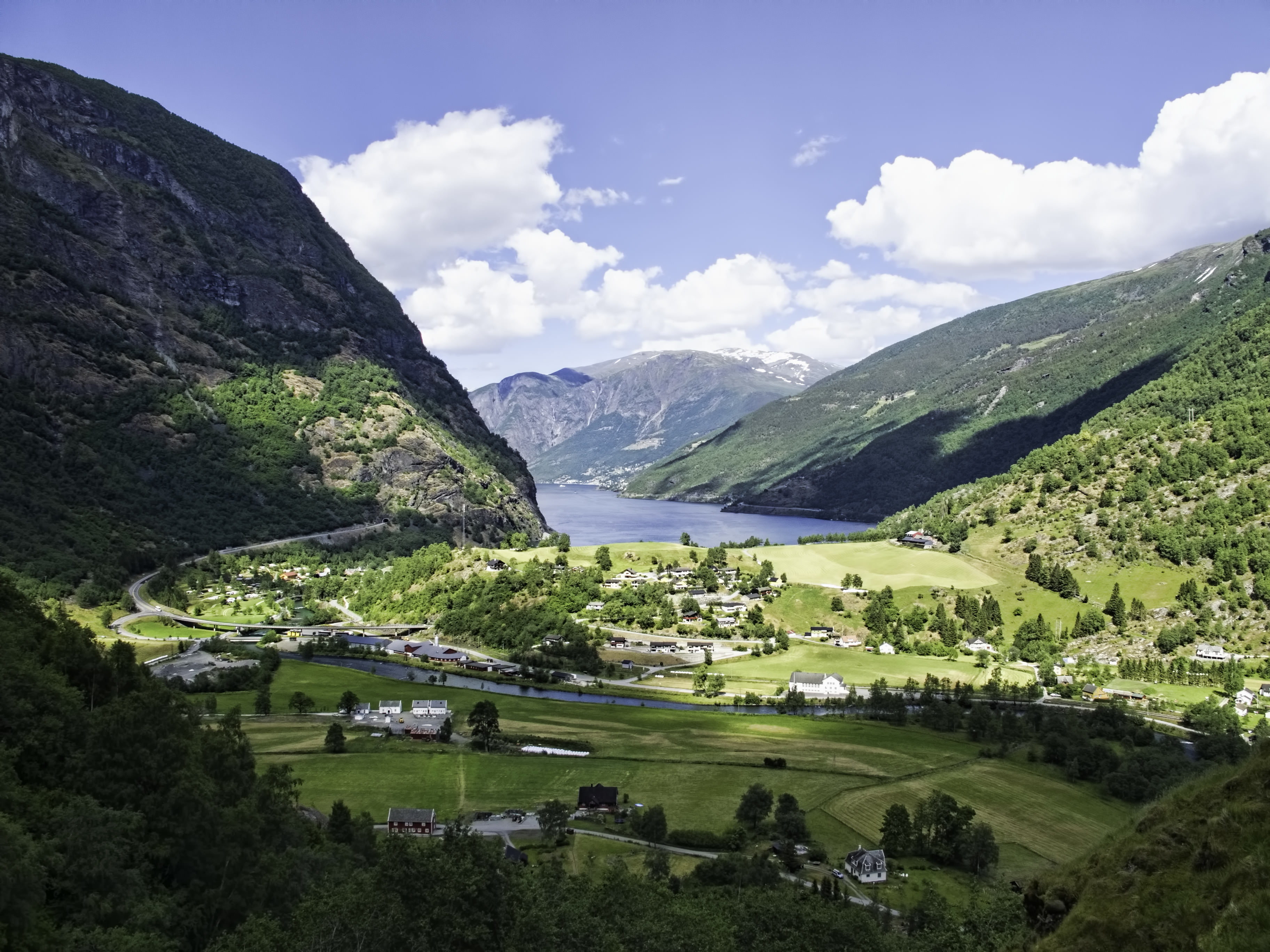
Flåm.
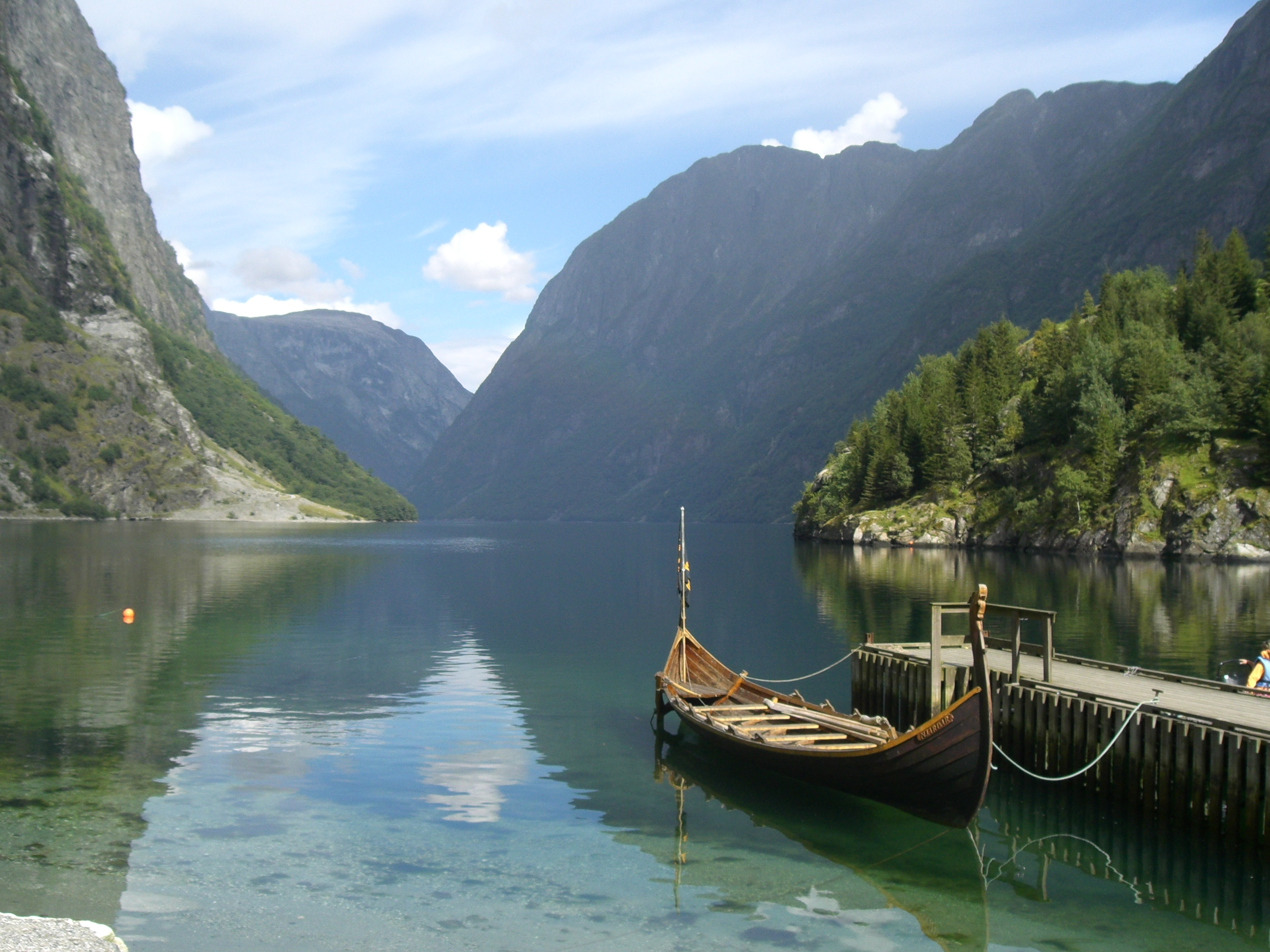
Nærøyfjorden vid Gudvangen.